# Flierbosdreefbrug
De Flierbosdreefbrug (brug 1038) is een bouwkundig kunstwerk in Amsterdam-Zuidoost.
De bouw van dit viaduct in de Flierbosdreef (haar naamgever) was noodzakelijk vanwege de strikte scheiding tussen snel en langzaam verkeer in grote delen in Zuidoost. De Flierbosdreef voor snel verkeer werd daarom op een halfhoog dijklichaam aangelegd, langzaam verkeer bevindt zich op maaiveldniveau. Om voetgangers en fietsers in de gelegenheid te stellen van de ene buurt naar de andere te komen werd een heel stelsel aan viaducten gebouwd. De Flierbosdreefbrug stelt bewoners van de H-Buurt via het Kraaiennestpad rechtstreeks naar het Nelson Mandelapark te gaan, al moet men daartoe nog wel het heuveltje van brug 1162 over.
Het ontwerp van de brug is afkomstig van Dirk Sterenberg voor de Dienst der Publieke Werken. Zijn naam ontbreekt weliswaar op de bouwtekeningen, maar zijn architectonische handtekening is terug te vinden in de betegeling van de brughoofden, het schakelkastje, als ook de uitvoering van keermuren, dat in tal van “zijn” bruggen in Zuidoost is terug te vinden. Brug 1038 is ongeveer 19 meter lang en 21 meter breed.

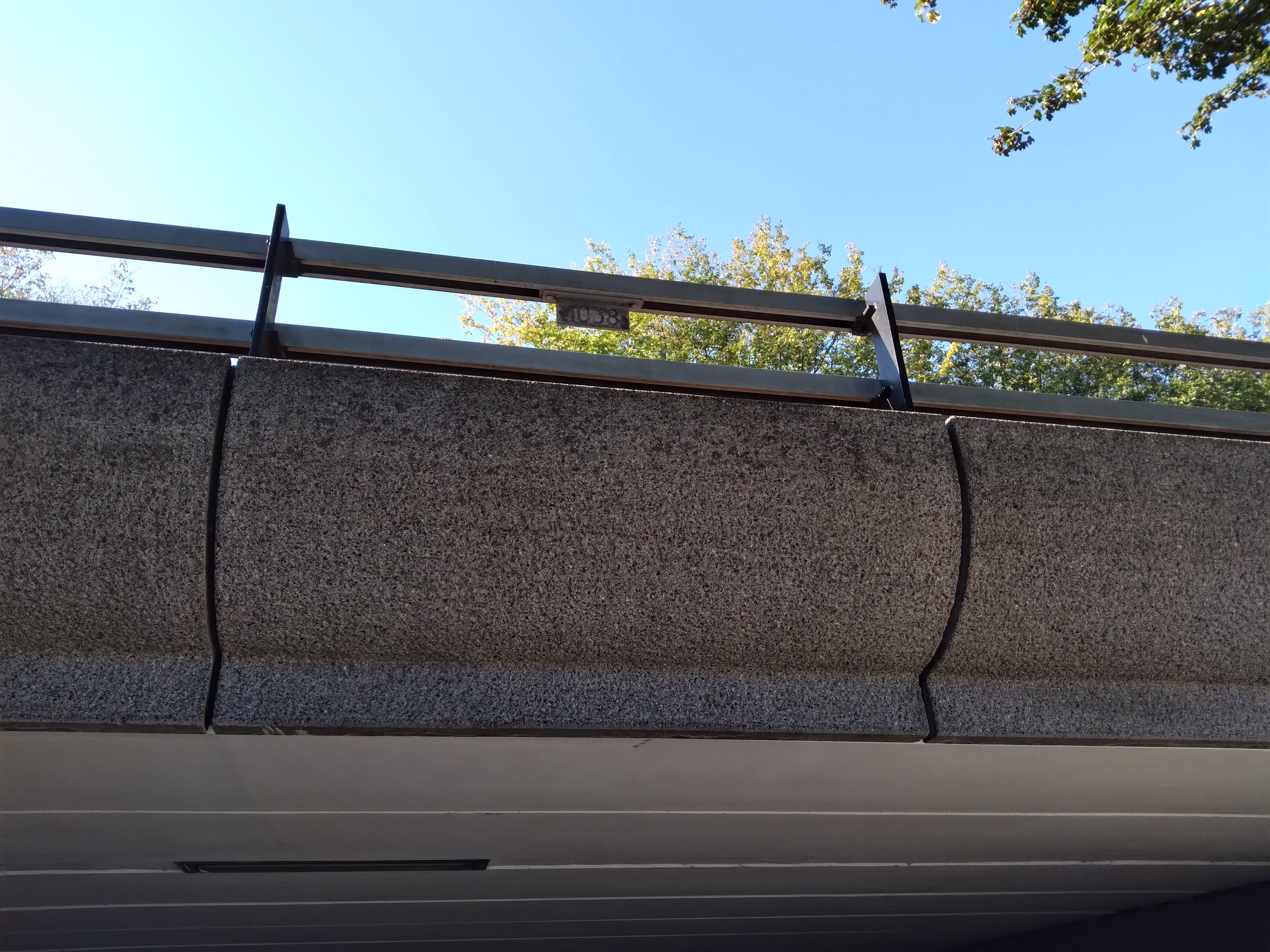
Karakteristieke randplaten met brugnummer (oktober 2020)

De brug kreeg in 2018 haar naam.
<<< · 1000 · 1001 · 1002 · 1003 · 1004 · 1005 · 1006 · 1007 · 1008 · 1009 · 1010 · 1011 · 1012 · 1013 · 1014 · 1018 · 1028 · 1029 · 1030 · 1032 · 1033 · 1034 · 1035 · 1036 · 1037 · 1038 · 1039 · 1040 · 1041 · 1044 · 1045 · 1046 · 1048 · 1049 · 1050 · 1051 · 1062 · 1063 · 1064 · 1065 · 1066 · 1067 · 1076 · 1077 · 1078 · 1083 · 1090 · 1092 · 1093 · 1094 · 1095 · 1096 · 1097 · 1098 · 1099 · >>>
Brugnummers  1015, 1016, 1017, 1019, 1020, 1021, 1022, 1023, 1024, 1025, 1026, 1027, 1031, 1042, 1043, 1047, 1052/1053 (niet gebouwd), 1054, 1055, 1056, 1057, 1058, 1059, 1060, 1061, 1068, 1069-1075, 1079, 1080, 1081, 1082, 1084-1088, 1089 en 1091 (onbekend) zijn niet meer vergeven. De meesten daarvan zijn gesloopt in verband met sanering Zuidoost. Alle bruggen lagen en liggen in Zuidoost behalve bruggen 1000 en 1002.